# Bèta-oxidatie
Vetzuren worden afgebroken tot acetyl-CoA, in een proces dat bèta-oxidatie van Knoop (vernoemd naar Franz Knoop) wordt genoemd. De naam van het proces geeft aan dat het derde (tweede vanaf de acylgroep) koolstofatoom (bètakoolstof) wordt geoxideerd.
Bij de afbraak worden de volgende stappen per molecuul eenmalig uitgevoerd:
- 1. Activering van het vetzuurmolecuul, waarbij er acylthioester wordt gevormd (Acyl-CoA).
- 2. Transport door het buitenste membraan van het mitochondrion.
- 3. Omestering met L-Carnitine
- 4. Transport door het binnenste membraan van het mitochondrion
- 5. Omestering met CoA

Hierna volgt de repeterende afbraak van de verzadigde koolstofketen tot Acetyl-CoA. 
- 1. dehydrogenatie met FAD
- 2. hydratatie
- 3. dehydrogenatie met NAD+
- 4. thiolytische splitsing met CoA.

De aanwezigheid van een onverzadigde binding in de koolstofketen maakt twee extra isomerisatiestappen noodzakelijk. Daarbij is het enzym enoyl-CoA isomerase betrokken.  
| Beschrijving | Diagram | Enzym                             | Eindproduct                                                                           |
| Dehydrogenatie met FAD: De eerste stap is de oxidatie van het vetzuur door Acyl-CoA-dehydrogenase. Dit enzym katalyseert de vorming van een dubbele binding tussen C-2 en C-3. |         | acyl CoA dehydrogenase            | trans-Δ2-enoyl-CoA                                                                    |
| Hydratatie: De volgende stap is de hydratatie van de binding tussen C-2 en C-3. Deze reactie is stereospecifiek en vormt enkel het L-isomeer                                   |         | enoyl CoA hydratase               | L-β-hydroxyacyl CoA                                                                   |
| Oxidatie door NAD+: De derde stap is de oxidatie van L-β-hydroxyacyl CoA door NAD+. Dit zet de hydroxylgroep om in een ketongroep.                                             |         | L-β-hydroxyacyl CoA dehydrogenase | β-ketoacyl CoA                                                                        |
| Thiolyse: De laatste stap is de splitsing van β-ketoacyl CoA door de thiolgroep van een ander molecuul van CoA. De thiolgroep wordt ingelast tussen de C-2 en C-3.             |         | β-ketothiolase                    | Een acetyl CoA molecuul, en een acyl CoA molecuul, dat twee koolstofatomen korter is. |

Deze reactie gaat verder tot de gehele keten gesplitst is in Acetyl-CoA-eenheden. De laatste cyclus produceert twee afzonderlijke Acetyl-CoA-eenheden in plaats van één Acetyl-CoA. Bij elke cyclus worden er twee koolstofatomen ontnomen aan de Acyl-CoA-eenheid. Tegelijkertijd worden er telkens één molecuul FADH2, NADH en Acetyl-CoA gevormd.
Het gevormde Acetyl-CoA wordt in het mitochondrion verder gemetaboliseerd in de citroenzuurcyclus.